# دونالد أدير
دونالد أدير (بالإنجليزية: Donald Adair)‏ هو متزلج فني أمريكي، ولد في 1960.